# اختبار زبدة الفول السوداني
اختبار زبدة الفول السوداني هو فحص طبي يجرى للاكتشاف المبكر لمرض الزهايمر عن طريق تحديد مدى قدرة المريض على شم زبدة الفول السوداني من كلا المنخرين. وجد الاختبار في أكتوبر 2013 من قبل باحثين من جامعة فلوريدا بمعهد مكنايت للدماغ، بقيادة البروفيسور كينث هايلمان، ويتضمن الاختبار قياس مدى قدرة المريض على شم زبدة الفول السوداني عند وضعها بالقرب من الأنف. وذكر الباحثون أن مرضى الزهايمر لم يكونوا قادرين على شم زبدة الفول السوداني من كلا المنخرين. مؤلفة الدراسة الرئيسية جينيفر ستامبز حصلت على فكرة الاختبار عندما كانت تدرس عند البروفيسور هايلمان ولاحظت أن جميع المرضى لم يخضعوا لفحص حاسة الشم. ظهرت فكرة زبدة الفول السوداني لستامبز عندما قدمت زبدة الفول السوداني للمرضى كجزء من الاختبارات الروتينية لمعرفة عمل العصب الدماغي. تقرر استخدامها بسبب كونها رائحة نقية (لا يمكن شمها إلا بواسطة العصب الشميبالدماغ) أيضا بسبب ان هايلمان قال لستامبز «إذا كان بإمكانك أن تأتي بحل سريع وغير مكلف سنتمكن من تجربته.»

## الوصف المقترح
كانت ستامبز قد ذكرت في مقالها أن حاسة الشم تعتمد على العصب الشمي، كما أنها لاحظت أن هذا العصب هو أول من يتأثر بالهبوط الذهني (الخرف). والجزء الأمامي من الفص الجانبي يعتبر جزءاً من حاسة الشم ويعرف بأنه أحد أول الأماكن بالدماغ التي تضمحل بسبب الزهايمر. كما توقع الباحثون أن يكون المنخر الأيسر أكثر تأثراً لأن الزهايمر يؤثر في الجزء الأيسر من الدماغ أولا وحاسة الشم تكون بنفس الجهة المتأثرة من الدماغ.

## الآثار
شددت ستامبز أنهم يستطيعون استخدام الاختبار حاليا لتأكيد الحالات المكتشفة مسبقا فقط ولكنها أضافت «نحن نخطط لدراسة المرضى الذين يعانون من الضعف الادراكي المعتدل لنرى إمكانية استخدام هذا الاختبار لتوقع إمكانية وقوع مرض الزهايمر.» كما أن منظمة الراديو الوطني العام كانت قد نوهت على أن الدراسة على 94 مريض «صغيرة جدا على أن تكون حازمة». وفي عام 2012 وجدت مراجعة منهجية أنه قد يكون هناك «علاقة بين انخفاض الشم ومرض الزهايمر», ولكن «جماعة دراسات طولية مصممة بصرامة ضرورية لتوضيح قيمة اختبارات الشم في توقع بداية ظهور الزهايمر.» ايفان اورانسكي مدير التحرير العالمي لصحيفة ميد بيج توداي نقد أيضا التغطية الإعلامية الملائمة للدراسة، مشيرا إلى أن المجلة التي نشرت الدراسة، مجلة العلوم العصبية، «تأتي في المرتبة في الثلث السفلي من مجلات علم الأعصاب عن طريق عامل التأثير العلمي لطومسون، ال162 من 252.» كما أنه سأل ثلاثة باحثين آخرين وهم ريتشارد كاسيللي، سام قاندي، و جورج بارتزوكيس عن رأيهم في الاختبار المقترح وكان ردهم أقل حماسا. وعلى سبيل المثال قال بارتزوكيس «المشكلة الرئيسية مع اختبارات الرائحة هي أنها غير محددة، وبالتالي فهي مجرد قطعة واحدة من الأحجية التشخيصية.»

## محاولات النسخ المتماثل
نشرت دراسة في عام 2014 بمجلة العلوم العصبية والتي تنص على أنها لم تجد دليلا على وجود عدم تناسق في وظيفة الأنف الأيمن والأيسر في المرضى الذين يعانون من مرض الزهايمر.